# Taudactylus
Genre
Taudactylus est un genre d'amphibiens de la famille des Myobatrachidae.

## Répartition
Les six espèces de ce genre se rencontrent dans l'est et le nord-est du Queensland en Australie.

## Liste des espèces
Selon Amphibian Species of the World (11 juin 2017) :
- Taudactylus acutirostris (Andersson, 1916)
- Taudactylus diurnus Straughan & Lee, 1966
- Taudactylus eungellensis Liem & Hosmer, 1973
- Taudactylus liemi Ingram, 1980
- Taudactylus pleione Czechura, 1986
- Taudactylus rheophilus Liem & Hosmer, 1973

## Publication originale
- Straughan & Lee, 1966 : A new genus and species of leptodactylid frog from Queensland. Proceedings of the Royal Society of Queensland, vol. 77, p. 63.